# بيركهولدرية ورقية النواة
بيركهولدرية ورقية النواة (الاسم العلمي: Burkholderia caryophylli) هي نوع من البكتيريا، سلبية الغرام، تتبع جنس البيركهولدرية.